# Anneau de paysan

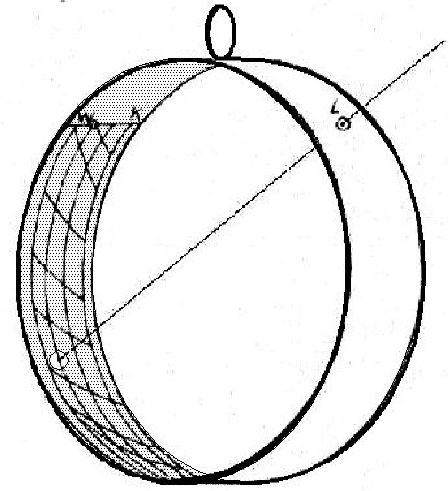
Un anneau de paysan du XVe siècle.

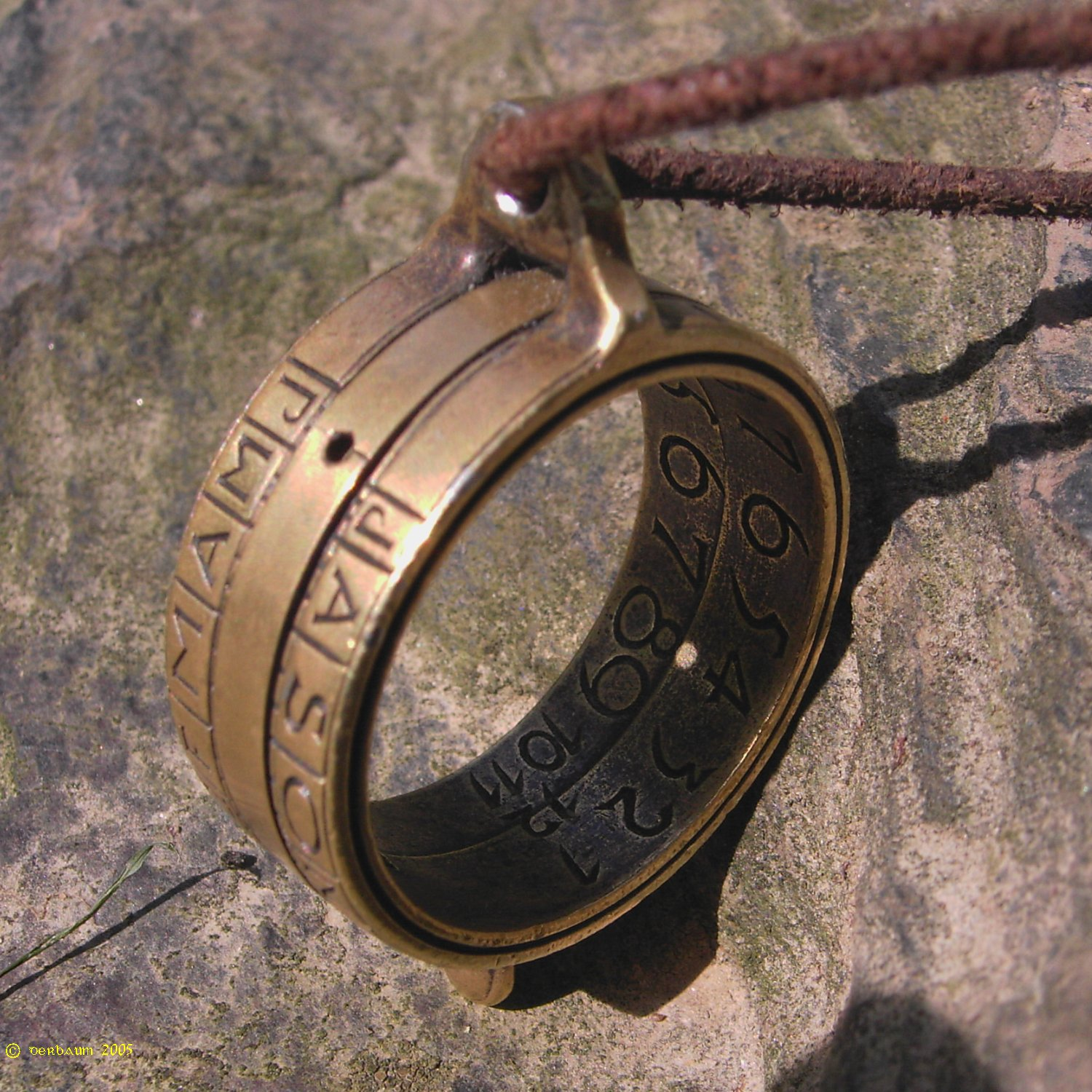
Réplique d'un anneau de paysan de 1721.

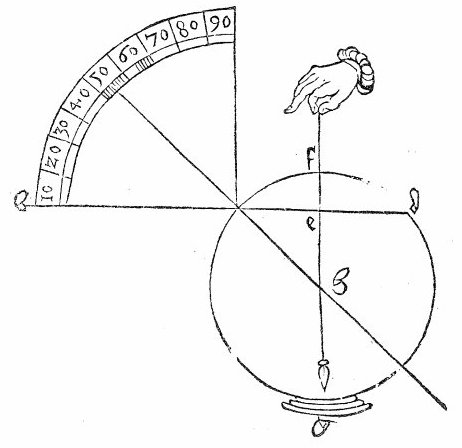
Fonctionnement.

Un anneau de paysan, aussi connu sous le nom de bague solaire ou cadran annulaire, est un cadran solaire apparu au XVe siècle avec les travaux de Regiomontanus, ayant la forme d'un anneau portatif pouvant être réglé suivant la date, et donnant l'heure solaire.

## Utilisation
L'anneau de paysan mesure la hauteur du soleil par un point de lumière percé sur une bague coulissante. Cette bague doit être réglée à la date du jour, ce qui modifie la position du point de lumière, et donc la trajectoire du rayon. Ce système permet d'obtenir, entre les latitudes Nord 35° à 55° environ (et en particulier dans la majeure partie de l'Europe), l'heure solaire avec une précision de l'ordre de 15 à 20 minutes. Au-delà de ces latitudes, la précision se dégrade.